# Губернатор Ростовской области
Губерна́тор Росто́вской области — высшее должностное лицо Ростовской области. Формирует и возглавляет высший орган исполнительной власти области — правительство Ростовской области.
С 4 ноября 2024 года должность занимает Юрий Слюсарь, назначенный врио Губернатора указом Владимира Путина.

## Список губернаторов
| № | Губернатор      | Губернатор | Партийность                       | Основание вступления в должность | Срок полномочий | Срок полномочий               | Прекращение полномочий     |
| - | --------------- | --- | --------------------------------- | --- | --- | ----------------------------- | -------------------------- |
| 1 | Владимир Чуб    | |                                   | назначен президентом РСФСР Борисом Ельциным | октябрь 1991 | 1 ноября 1996                 |                            |
| 1 | Владимир Чуб    | избран на выборах губернатора Ростовской области: - 29 сентября 1996 — в 1 туре победил, набрав 62,16 % голосов                                                              | 1 ноября 1996 вступил в должность | 1 ноября 2001 | истечение срока полномочий                                                                                         |                               |                            |
| 1 | Владимир Чуб    | избран на выборах губернатора Ростовской области: - 23 сентября — в 1 туре победил, набрав 78,23 % голосов                                                                   | 1 ноября 2001 вступил в должность | 14 июня 2005 | 2 июня 2005 досрочно обратился к президенту России Путину с запросом о доверии. Полномочия истекали в октябре 2006 |                               |                            |
| 1 | Владимир Чуб    | наделён полномочиями по представлению президента РФ Владимира Путина - 14 июня 2005 года утверждён заксобранием Ростовской области, за него проголосовали 40 депутатов из 45 | 14 июня 2005 вступил в должность  | 14 июня 2010 | истечение срока полномочий                                                                                         |                               |                            |
| 2 | Василий Голубев | | Единая Россия                     | наделён полномочиями по представлению президента РФ Дмитрия Медведева - 14 июня 2010 года утверждён заксобранием Ростовской области, за него проголосовали 43 депутата из 48 присутствовавших | 14 июня 2010 вступил в должность                                                                                   | 29 сентября 2015              | истечение срока полномочий |
| 2 | Василий Голубев | избран на выборах губернатора Ростовской области: - 13 сентября 2015 в 1 туре победил, набрав 78,21 %                                                                        | Единая Россия                     | 29 сентября 2015 вступил в должность | 29 сентября 2020                                                                                                   | истечение срока полномочий    |                            |
| 2 | Василий Голубев | избран на выборах губернатора Ростовской области: - 13 сентября 2020 в 1 туре победил, набрав 65,53 %                                                                        | Единая Россия                     | 29 сентября 2020 вступил в должность | 4 ноября 2024 | досрочное сложение полномочий |                            |
| 3 | Юрий Слюсарь    | | Единая Россия                     | наделён полномочиями по представлению президента РФ Владимира Путина | 4 ноября 2024 вступил в должность                                                                                  |                               |                            |